# 沙普 (阿登省)
沙普（法語：Chappes，法語發音：[ʃap]）是法国大東部大區阿登省的一个市镇，属于勒泰勒区。

## 地理
沙普（49°36'37"N, 4°16'11"E）面积9.59 平方千米，位于法国大東部大區阿登省，该省份为法国北部内陆省份，西接埃纳省，南至马恩省，东临默兹省，北与比利时接壤。
与沙普接壤的市镇（或旧市镇、城区）包括：肖蒙波尔西安、杜姆利-贝尼、欧特维尔、瑞斯蒂讷-埃尔比尼、勒莫库尔、松村。

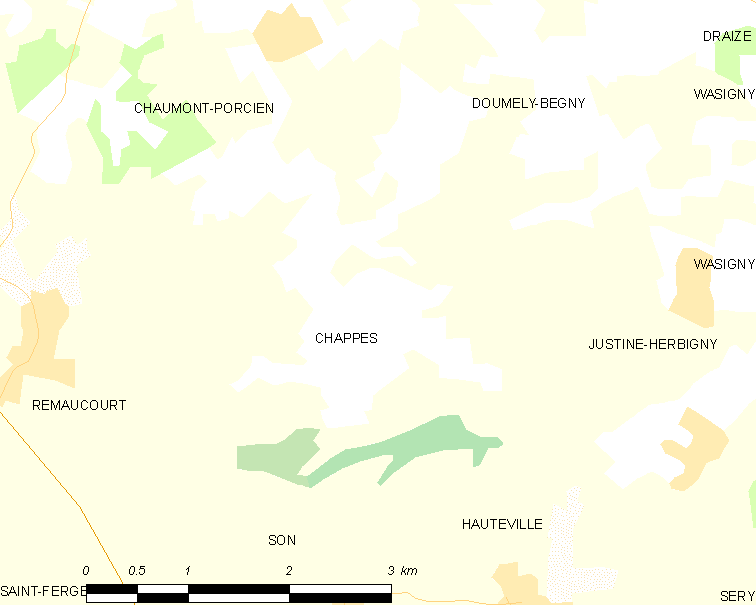
的OSM定位图

沙普的时区为UTC+01:00、UTC+02:00（夏令时）。

## 行政
沙普的邮政编码为08220，INSEE市镇编码为08102。

## 政治
沙普所属的省级选区为锡尼拉拜县。

## 人口

1962-2008年间人口变化图示

沙普于2022年1月1日时的人口数量为82人。